# Hokej na travi na Mediteranskim igrama 1979.
Turnir u hokeju na travi na Mediteranskim igrama koje su se održale 1979. u hrvatskom gradu Splitu.

## Sastavi sudionika
- Jugoslavija: Mladen Radić, Vladimir Škrlec, Željko Vinski, Ivica Pravica, Antun Jurgec, Ivica Prahin, Milanko Sučević, Željko Ivić[1] Stipan Prčić, Imre Farkaš, Grgo Šmit[nedostaje izvor]

## Konačni poredak
1. Jugoslavija
2. Španjolska
3. Italija
4. Francuska
5. Egipat
6. Malta